# 노미촌 (도야마현)
노미촌(能美村)은 도야마현 히가시토나미군에 있던 촌이다. 현재의 난토시에 해당한다.

## 역사
- 1889년 4월 1일 - 정촌제 시행에 의해 도나미군 노미촌이 성립하였다.
- 1896년 4월 1일 - 군 개편에 의해 도나미군이 분할해 히가시토나미군 기타노촌, 미노다니촌이 성립하였다.

## 참고문헌
- 『市町村名変遷辞典』東京堂出版、1990年。